# Osmia agilis
Osmia agilis är en biart som beskrevs av Morawitz 1875. Osmia agilis ingår i släktet murarbin, och familjen buksamlarbin. Inga underarter finns listade i Catalogue of Life.